# ジャン・ティロール
ジャン・マルセル・ティロール（Jean Marcel Tirole、1953年8月9日 - ）は、フランスの経済学者。産業組織論、ゲーム理論、銀行とファイナンス、行動経済学、心理学、契約理論、マクロ経済学についての研究を行っている。またフランス国立社会科学高等研究院(EHESS)の教授、及びジャン＝ジャック・ラフォン財団（トゥールーズ第1大学(fr)経済学部(fr)）の代表でもある。2014年10月、ノーベル経済学賞を受賞した。

## 経歴
トロワ出身。ナンシーにあるリセ・アンリ＝ポアンカレのグランゼコール準備級からエコール・ポリテクニーク入学。さらに国立土木学校を経て、1978年、パリ・ドフィーヌ大学数学専攻第三課程（博士課程）修了。1981年にマサチューセッツ工科大学 (MIT) でPh.D.を所得。同年セルジー・ポントワーズ大学研究員となる。1984年より1991年まで MIT 経済学部教授、1995年より現在までフランス国立社会科学高等研究院教授、1998年に国際計量経済学会会長。1999年から2006年はフランス首相官邸で経済分析官の任にあたる傍ら、2001年にはヨーロッパ経済学会会長およびMIT客員教授を務めた。
ティロールは、1970年代まではあまり分析されていなかったM&Aなどにおける企業の意思決定というテーマに関して、ゲーム理論や情報経済学などの視点を取り入れた新しいフレームワークを提示した。1988年に著した『産業組織論（The Theory of Industrial Organization）』はこの分野の「古典」ともいえる著作となり、「ティロールのIO」と呼ばれた。また彼は、市場における独占や寡占に対して国はどのように規制を行ない消費者の利益を守るかという課題を、緻密な数学モデルを中核に据えて分析し、その理論は主に欧州各国の金融・通信分野などで規制政策や競争政策に大きな影響を与えてきた。
ティロールのこの「規制の経済学」は高く評価され、彼は2014年に「市場の力や規制についての分析」という理由でノーベル経済学賞を単独受賞した。アカデミーは、ティロールが市場への規制は慎重に適用される必要があるということを示したと評した。経済学者の依田高典は受賞に対して「誰も異存のない文句なしのもの」と述べた。

## 著作

### 単著
- The Theory of Industrial Organization, (MIT Press, 1988).
- Financial Crises, Liquidity, and the International Monetary System, (MIT Press, 2002)

（『国際金融危機の経済学』、北村行伸・谷本和代翻訳、東洋経済新報社、2007年）.
- The Theory of Corporate Finance, (MIT Press, 2006).
- Economie du Bien Commun,(Presses Universitaires de France, 2016)

(『良き社会のための経済学』村井章子訳, 日本経済新聞出版社, 2018)

### 共著
- （ドリュー・フューデンバーグ（英語版））Game Theory, (MIT Press, 1991).
- （ジャン＝ジャック・ラフォン）A Theory of Incentives in Procurement and Regulation, (MIT Press, 1993).
- （マティアス・ドゥワトリポン（英語版））The Prudential Regulation of Banks, (MIT Press, 1994).

（『銀行規制の新潮流』、北村行伸・渡辺努翻訳、東洋経済新報社、1996年）.

### 学術論文
- Guesnerie, R.; Tirole, Jean (1981). “Tax reform from the gradient projection viewpoint”. Journal of Public Economics 15 (3):  275-293. doi:10.1016/0047-2727(81)90012-8.
- Tirole, Jean (1982). “On the Possibility of Speculation under Rational Expectations”. Econometrica 50 (5):  1163–1182. doi:10.2307/1911868. JSTOR 1911868.
- Fudenberg, Drew; Tirole, Jean (1983). “Learning-by-Doing and Market Performance”. Bell Journal of Economics 14 (2):  522-530.
- Fudenberg, Drew; Tirole, Jean (1983). “Sequential Bargaining under Incomplete Information”. Review of Economic Studies 50 (2):  221-247.
- Stiglitz, Joseph E.; Fudenberg, Drew; Gilbert, Richard J.; Tirole, Jean (1983). “Preemption, Leapfrogging, and Competition in Patent Races”. European Economic Review 22 (1):  3–31. doi:10.1016/0014-2921(83)90087-9.
- Fudenberg, Drew; Tirole, Jean (1983). “Capital as a commitment: Strategic investment to deter mobility”. Journal of Economic Theory 31 (2):  227–250. doi:10.1016/0022-0531(83)90075-3.
- Fudenberg, Drew; Tirole, Jean (1984). “The Fat-Cat Effect, the Puppy-Dog Ploy, and the Lean and Hungry Look”. The American Economic Review 74 (2):  361-366. JSTOR 1816385.
- Fudenberg, Drew; Tirole, Jean (1985). “Preemption and Rent Equalization in the Adoption of New Technology”. The Review of Economic Studies 52 (3):  383-401. JSTOR 2297660.
- Tirole, Jean (1985). “Asset Bubbles and Overlapping Generations”. The Review of Economic Studies 53 (5):  1071-1100. JSTOR 1911012.
- Laffont, Jean-Jacques; Tirole, Jean (1986). “Using Cost Observation to Regulate Firms”. Journal of Political Economy 94 (3):  614-641. JSTOR 1833051.
- Tirole, Jean (1986). “Hierarchies and Bureaucracies: On the Role of Collusion in Organizations”. Journal of Law, Economics, & Organization 2 (2):  181-214. JSTOR 765048.
- Holmström, Bengt; Tirole, Jean (1993). “Market Liquidity and Performance Monitoring”. Journal of Political Economy 101 (4):  678-709. JSTOR 2138744.
- Aghion, Philippe; Tirole, Jean (1994). “The Management of Innovation”. The Quarterly Journal of Economics 109 (4):  1185-1209. JSTOR 2118360.
- Tirole, Jean (1996). “A Theory of Collective Reputations (with Applications to the Persistence of Corruption and to Firm Quality)”. The Review of Economic Studies 63 (1):  1-22. JSTOR 2298112.
- Aghion, Philippe; Tirole, Jean (1997). “Formal and Real Authority in Organizations”. Journal of Political Economy 105 (1):  1-29. JSTOR 2138869.
- Holmstrom, Bengt; Tirole, Jean (1997). “Financial Intermediation, Loanable Funds, and the Real Sector”. The Quarterly Journal of Economics 112 (3):  663-691. JSTOR 2951252.
- Holmstrom, Bengt; Tirole, Jean (1998). “Private and Public Supply of Liquidity”. Journal of Political Economy 106 (1):  1-40.
- Laffont, Jean-Jacques; Rey, Patrick; Tirole, Jean (1998). “Network Competition: I. Overview and Nondiscriminatory Pricing”. The RAND Journal of Economics 29 (1):  1-37. JSTOR 2555814.
- Tirole, Jean (1999). “Incomplete Contracts: Where do We Stand?”. Econometrica 67 (4):  741-781.
- Rochet, Jean-Charles; Tirole, Jean (2003). “Platform Competition in Two-sided Markets”. Journal of the European Economic Association 1 (4):  990-1029. JSTOR 40005175.
- Bénabou, Roland; Tirole, Jean (2003). “Intrinsic and Extrinsic Motivation”. The Review of Economic Studies 70 (3):  489-520. JSTOR 3648598.
- Rochet, Jean-Charles; Tirole, Jean (2006). “Two-Sided Markets: A Progress Report”. The RAND Journal of Economics 37 (3):  645-667. JSTOR 25046265.
- Bénabou, Roland; Tirole, Jean (2006). “Incentives and Prosocial Behavior”. The American Economic Review 96 (5):  1652-1678. JSTOR 30034989.

## 受賞・名誉称号
- 1989年 ブリュッセル自由大学名誉博士
- 1993年 ユルヨ・ヨハンソン賞
- 1997年 フロリダ大学名誉博士
- 1998年 ジョン・フォン・ノイマン賞
- 2007年 ロンドン・ビジネス・スクール名誉博士、トムソン・ロイター引用栄誉賞
- 2013年 一橋大学名誉博士[5]
- 2014年 アーウィン・プレイン・ネンマーズ経済学賞、 ノーベル経済学賞

## 講演
- 1992年 ヒックス記念講演（オックスフォード大学）
- 1992年 ワルラス＝パレート記念講演（ローザンヌ大学）
- 1993年 シュンペーター記念講演
- 1993年 パズナー記念講演（テルアビブ大学）
- 1994年 ワルラス＝ボウリー記念講演
- 1996年 ミュンヘン記念講演（ルートヴィヒ・マクシミリアン大学ミュンヘン）
- 1999年 ヴィクセル記念講演
- 1999年 JMCB記念講演
- 2000年 バッフィ記念講演（イタリア銀行）
- 2002年 スクリブナー記念講演、フランク・グラハム記念講演（プリンストン大学）
- 2003年 マーシャル記念講演（ケンブリッジ大学）
- 2003年 ティンバーゲン記念講演
- 2005年 デヴィッド・キンリー記念講演（イリノイ大学アーバナ・シャンペーン校）
- 2005年 JEEA記念講演
- 2005年 inaugural記念講演
- 2005年 シドニー記念講演（カリフォルニア大学サンタバーバラ校）
- 2006年 ローゼンタール記念講演（ブラウン大学）